# Dekanat Gliwice-Sośnica
Dekanat Gliwice-Sośnica − jeden z 16 dekanatów katolickich diecezji gliwickiej, w którego skład wchodzi 9 gliwickich parafii i 1 wiejska.

## Parafie dekanatu Gliwice-Sośnica
- Gliwice: Parafia Chrystusa Króla
- Gliwice: Parafia Miłosierdzia Bożego
- Gliwice: Parafia Najświętszego Serca Pana Jezusa
- Gliwice: Parafia Świętej Rodziny
- Gliwice-Bojków: Parafia Narodzenia Najświętszej Maryi Panny
- Gliwice-Ligota Zabrska: Parafia św. Józefa
- Gliwice-Sośnica: Parafia św. Jacka
- Gliwice-Sośnica: Parafia Najświętszej Maryi Panny Wspomożenia Wiernych
- Gliwice-Żerniki: Parafia św. Jana Chrzciciela
- Żernica: Parafia św. Michała Archanioła